# Municipio de North Roscoe
El municipio de North Roscoe (en inglés: North Roscoe Township) es un municipio ubicado en el condado de Hodgeman en el estado estadounidense de Kansas. En el año 2010 tenía una población de 48 habitantes y una densidad poblacional de 0,17 personas por km².

## Geografía
El municipio de North Roscoe se encuentra ubicado en las coordenadas 38°11′15″N 100°8′38″O / 38.18750, -100.14389. Según la Oficina del Censo de los Estados Unidos, el municipio tiene una superficie total de 275.77 km², de la cual 275,62 km² corresponden a tierra firme y (0,05 %) 0,14 km² es agua.

## Demografía
Según el censo de 2010, había 48 personas residiendo en el municipio de North Roscoe. La densidad de población era de 0,17 hab./km². De los 48 habitantes, el municipio de North Roscoe estaba compuesto por el 95,83 % blancos, el 2,08 % eran afroamericanos, el 2,08 % eran de otras razas. Del total de la población el 4,17 % eran hispanos o latinos de cualquier raza.